# Murrayonida
Ordre
Les Murrayonida constituent un ancien ordre d'animaux de l'embranchement des éponges (les éponges sont des animaux sans organes ou appareils bien définis), et de la classe des éponges calcaires (Calcarea).

## Taxonomie
L'ordre Murrayonida est décrit en 1981 par le spongiologue français Jean Vacelet. Il est invalidé et transformé en synonyme de l'ordre Clathrinida en 2022.

## Ancienne liste des familles
Selon World Register of Marine Species (1 mars 2016) :
- famille Lelapiellidae Borojevic, Boury-Esnault & Vacelet, 1990
- famille Murrayonidae Dendy & Row, 1913
- famille Paramurrayonidae Vacelet, 1967